# Susan Coppersmith
Susan Nan Coppersmith (Estados Unidos, 18 de março de 1957) é uma física norte-americana cujos estudos dão enfoque à física da matéria condensada.